# نيكي غروس
نيكي غروس (بالإنجليزية: Nicki Gross)‏ هي مدربة كرة سلة أمريكية، ولدت في 24 يوليو 1989 في إيمرسون في الولايات المتحدة.